# Plectroctena latinodis
Plectroctena latinodis är en myrart som beskrevs av Santschi 1924. Plectroctena latinodis ingår i släktet Plectroctena och familjen myror. Inga underarter finns listade i Catalogue of Life.

## Bildgalleri

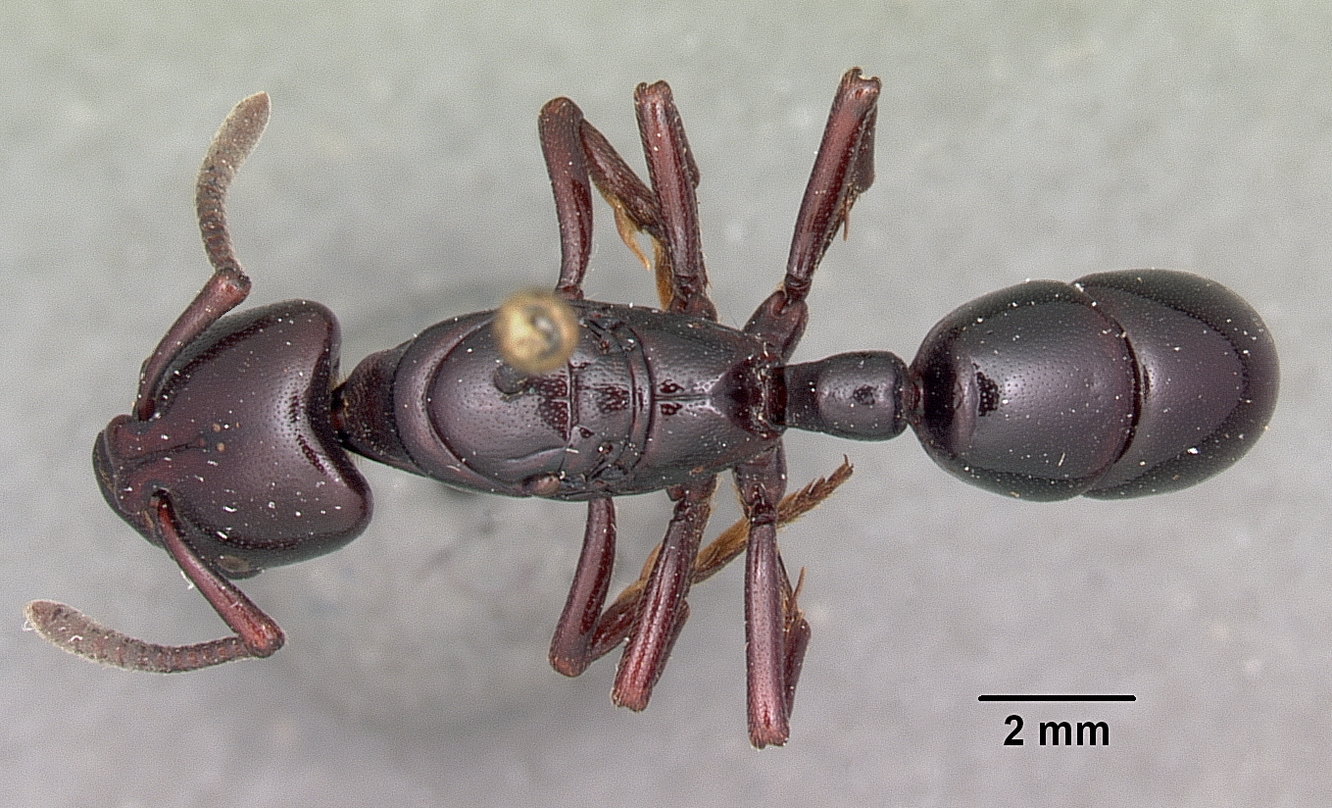
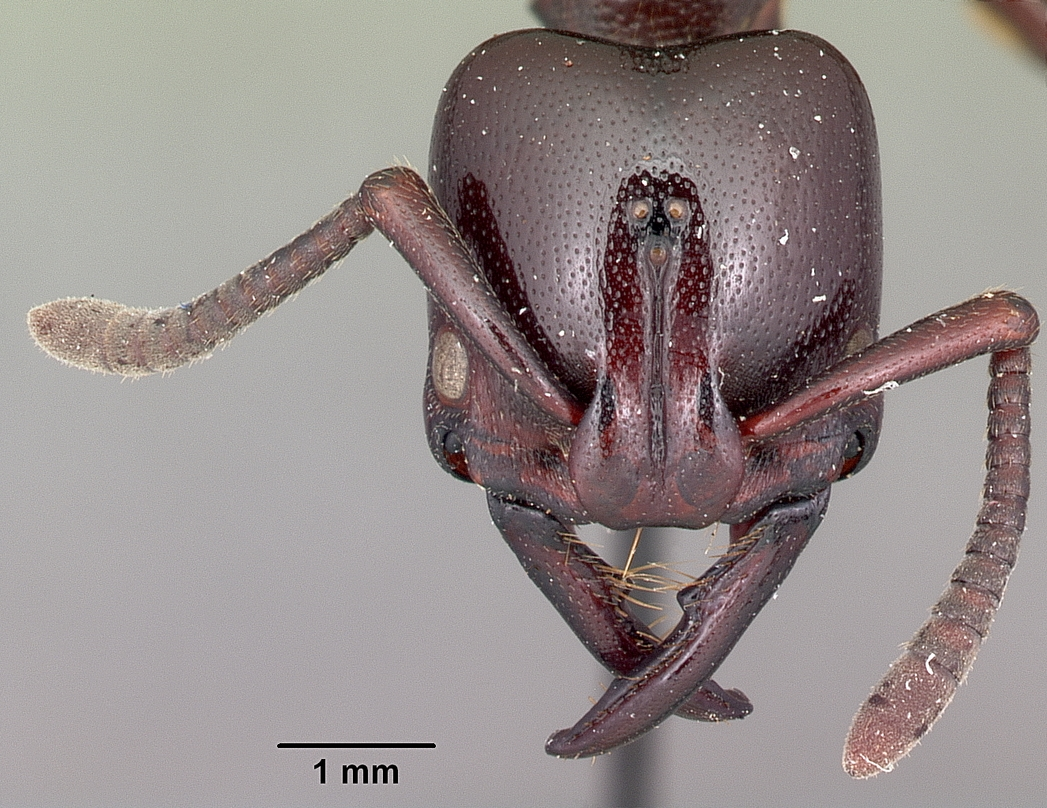
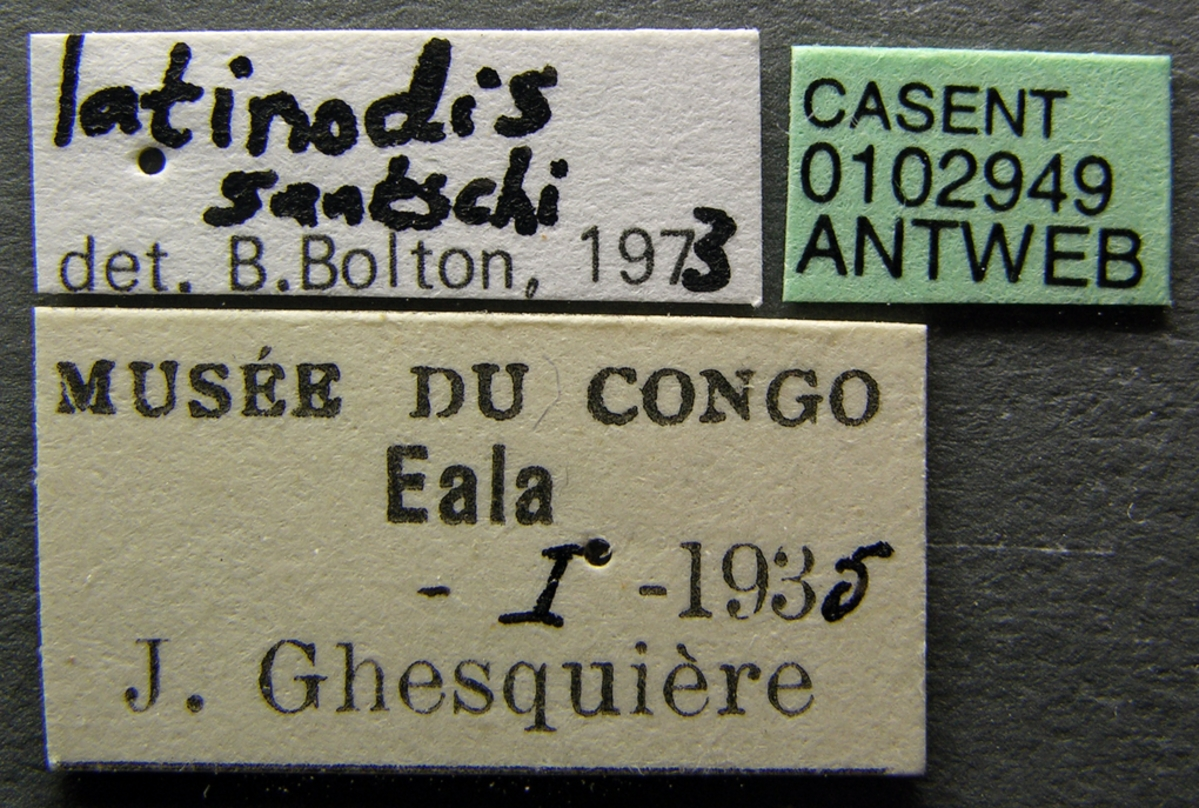
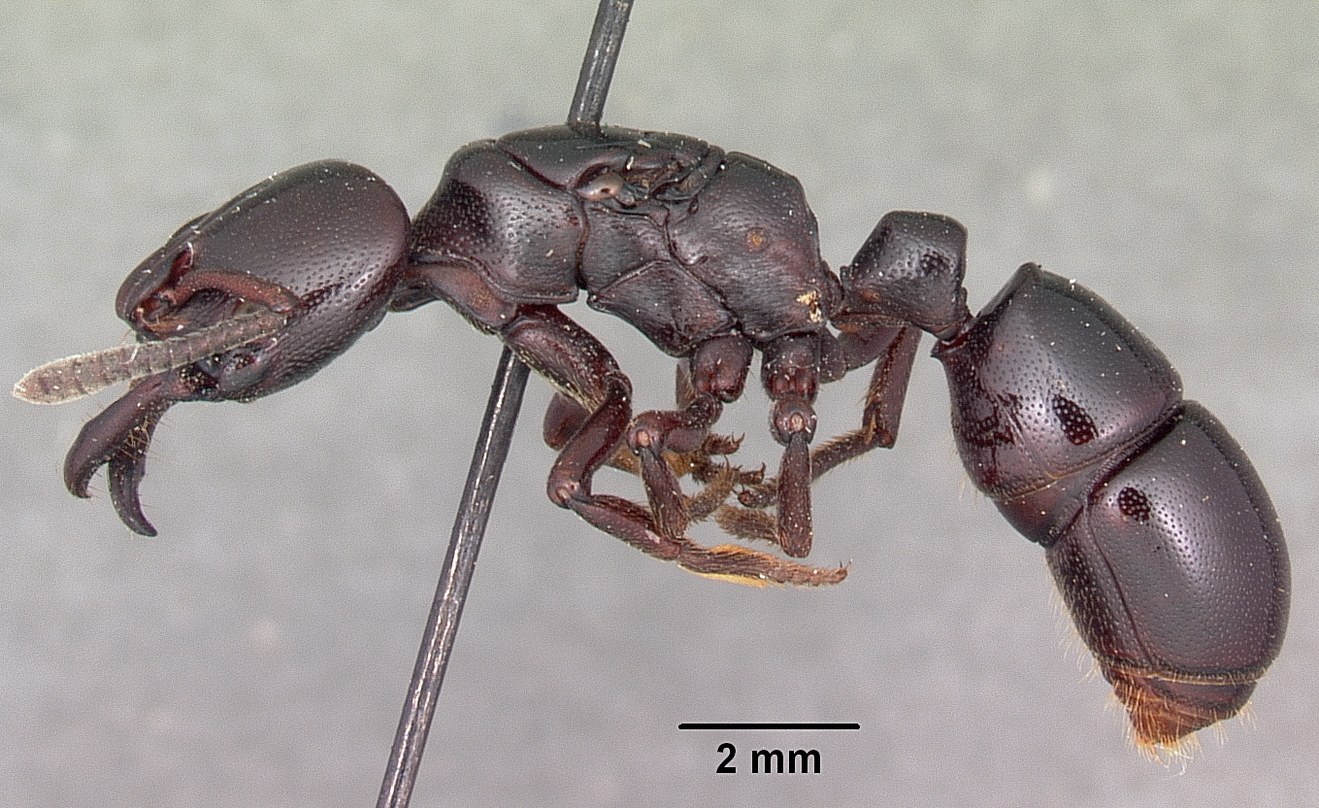